# Abbas Samimi
Abbas Samimi (* 9. Juni 1977 in Schahr-e Kord) (persisch عباس صمیمی) ist ein iranischer Diskuswerfer und Teilnehmer an den Olympischen Sommerspielen 2008 in Peking.
Seinen persönlichen Bestwurf erzielte er im Juli 2004 in Manila mit einer Weite von 64,98 Metern.

## Erfolge
| Jahr | Wettkampf            | Austragungsort      | Platz | Extra |
| ---- | -------------------- | ------------------- | ----- | ----- |
| 2000 | Asienmeisterschaften | Jakarta, Indonesien | 2.    | [ 1 ] |
| 2002 | Asienspiele          | Busan, Südkorea     | 2.    | [ 2 ] |
| 2002 | Asienmeisterschaften | Colombo, Sri Lanka  | 2.    |       |
| 2003 | Asienmeisterschaften | Manila, Philippinen | 2.    |       |
| 2005 | Asienmeisterschaften | Incheon, Südkorea   | 4.    |       |
| 2005 | Sommer-Universiade   | Izmir, Türkei       | 10.   |       |
| 2006 | Asienspiele          | Doha, Katar         | 4.    |       |
| 2007 | Asienmeisterschaften | Amman, Jordanien    | 3.    |       |